# Daniel Haas (musicien)
Pour les articles homonymes, voir Haas.
 (octobre 2017).
Daniel Haas, né le 9 octobre 1951 à Vesoul est un musicien français qui est connu pour avoir été l'un des quatre membres fondateurs du groupe Ange. Il joue avec ce groupe de 1971 à 1977 et de 1987 à 1995 et il remporte notamment quatre disques d'or. Il a collaboré à 9 albums d'Ange.

## Biographie
Daniel Haas naît à Vesoul dans le département de la Haute-Saône. il joue principalement de la basse et de la guitare acoustique. Daniel Haas fut tout d'abord bassiste du groupe Les Incrédules.
En 1971, à la suite des départs de Jean-Claude Rio et Patrick Kachanian, il intègre le groupe Ange, l'un des principaux groupes de rocks progressifs de l'époque. En 1977, des problèmes financiers amèneront Daniel Haas et Jean-Michel Brézovar à quitter le groupe ; Daniel Haas sera remplacé par le bassiste Mick Piellard.

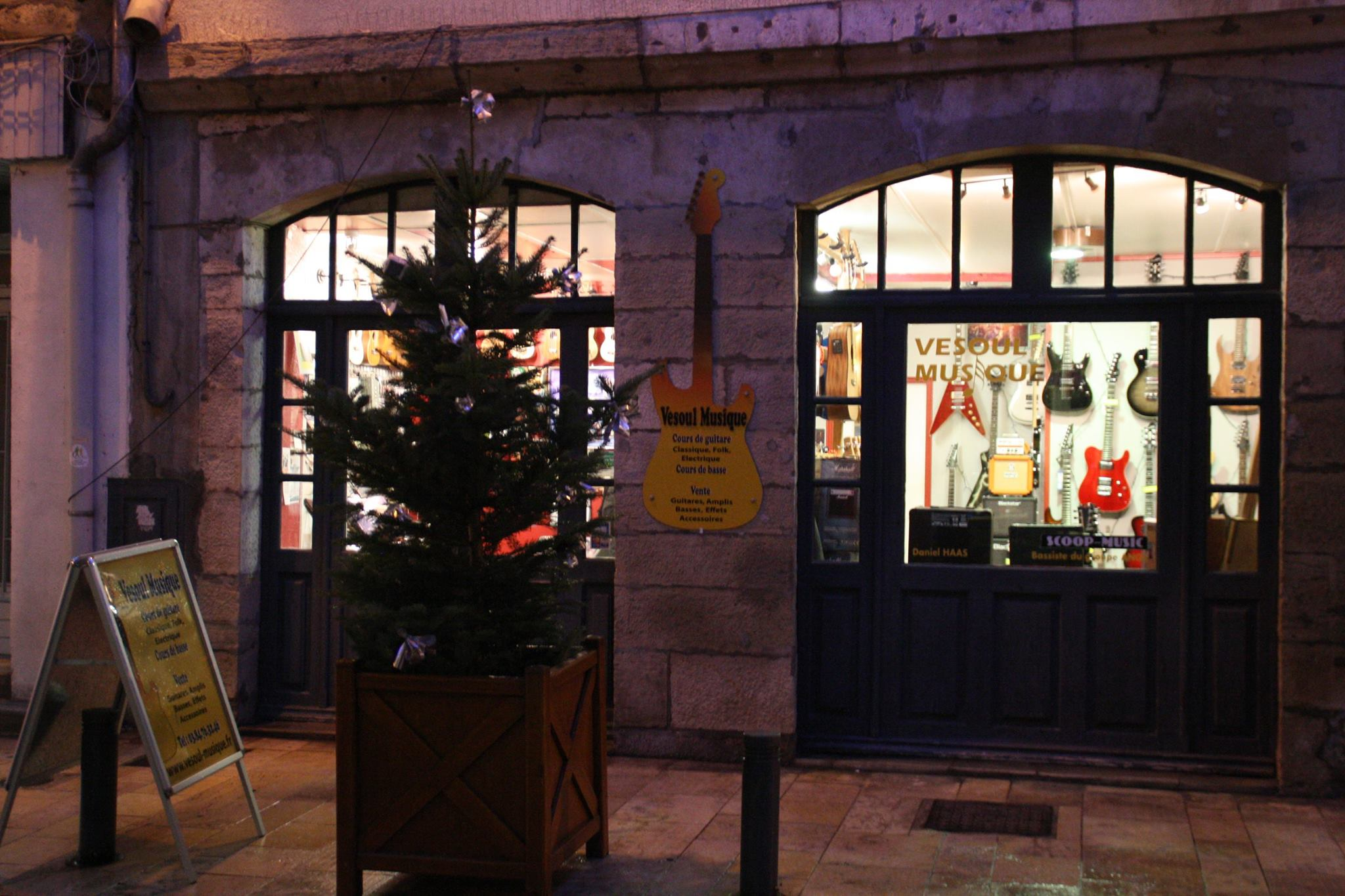
Commerce spécialisée dans la vente d'instruments de musique situé rue Gevrey à Vesoul, tenu par Daniel Haas et ouvert en 1992.

En 1978, Daniel Haas continue la musique et sort un album avec le claviériste Yves Hasselmann, nommé Couleur du temps, album de progressif instrumental. En 1984, Claude Demet s'associe avec Daniel Haas pour sortir un album.
En 1987, Daniel Haas et Jean-Michel Brézovar réintègrent le groupe Ange et sortent l'album Tout feu tout flamme. À la fin de l'année 1995, Daniel Haas quitte une nouvelle fois le groupe. Daniel Haas est l'un des quatre premiers membres du groupe Ange. Il y resta durant un total de 14 années (1971-1977 et 1987-1995).

## Discographie

### Ange
Albums studio :
- 1972 : Caricatures
- 1973 : Le Cimetière des arlequins
- 1974 : Au-delà du délire
- 1975 : Émile Jacotey
- 1976 : Par les fils de Mandrin
- 1987 : Tout feu tout flamme... C'est pour de rire
- 1989 : Seve Qui Peut
- 1992 : Les Larmes Du Dalaï Lama
- 1995 : Rideau !

## Daniel Haas, Yves Hasselmann
- 1978 : Couleurs Du Temps

## Daniel Haas, Claude Demet
- 1985 : Introversion